# Свети Зорзије
Свети Зорзије је хришћански светитељ и мученик за веру.
У детињству Зорзија је, као роба, купио један Турчин, који га је и потурчио. Турско име му је било Сали. После извесног времена Турчин је умро, а Зорзије је остао у муслиманској вери до своје седамдесете године и није се женио. Он је живео повучено у својој радњи, купујући и продајући разне ствари. Као старац Зорзије је отишао код месног судије, скинуо са себе турбан и дао га судији рекавши му: „Хришћанин сам се родио, хришћанин имам да умрем“. Судија се зачудио таквој промени код њега у старости, помисливши да је Зорзије полудео. После дугог испитивања Зорзије је затворен у једну просторију да буде сам, и да би дошао себи.
Сутрадан Зорзије је поново изведен пред судију на испитивање. Испитиван од судије Зорзије је изјавио да верује у Исуса Христа. И кад му је судија претио мукама Зорзије је одговарао само „хришћанин сам“.
Трећег дана судија је поново извео Зорзију на суд. И када се и овога пута уверио да је Зорзије хришћанин, он га је осудио на смрт, и предао га јањичарима да изврше пресуду. На путу ка губилишту јањичари су тукли старца, али он је ћутећи подносио батине. После су га одвели на губилиште где су га боли ножевима и тражили од њега да исповеди муслиманску веру, али Зорзије није хтео то да учини. После мучења Зорзије је обешен 1770. године у Митилини.
Православна црква га слави 2. јануара по јулијанском календару, а 15. јануара по грегоријанском календару.